# Mleczarz (film)
Mleczarz (ang. The Calcium Kid) – brytyjska komedia obyczajowa. Światowa premiera odbyła się 30 kwietnia 2004 r. Czas trwania 89 min. Film jest pierwszym, w którym Orlando Bloom zagrał główną rolę.

## Obsada
- Orlando Bloom jako Jimmy
- David Kelly jako Paddy
- Billie Piper jako Angel
- Tamer Hassan jako Pete Wright
- Chris Eubank jako bokser
- Omid Djalili jako Herbie Bush
- Ronni Ancona jako Pat
- Rafe Spall jako Stan
- Jonathan Ryland jako dziennikarz #5
- Michael Lerner jako Artie Cohen
- Frank Bruno
- Frank Harper jako Clive Connelly
- Michael Peña jako Jose Mendez
- Stephen Critchlow jako pan Holiday
- Lyndsey Marshal jako Mags Livingston
- Sharon Gavin jako Młoda Dama
- Lauretta Gavi jako Młoda Dama
- Drew Rhys-Williams jako Bloke
- Bill Thomas jako pan Bennet
- Gary Lammin jako Makler Pata
- Arthur Nightingale jako Leonard
- Ivanhoe Noronha jako trener Pete’a
- Cathy Dunning jako Jeanne Wright
- Wilson Cretaro da Luz Jr. jako Doradca Josego
- Janier Morales Drado jako Doradca Josego
- John Correa jako Doradca Josego
- Hector Trujillo jako Doradca Josego
- Alberto Ramon jako Doradca Josego
- Milton Hernandez jako Doradca Josego
- Alejandro Ramírez jako Doradca Josego
- Julian Zapata jako Doradca Josego
- Tamzin Griffin jako żona Saucego
- Rabbie Kadhim jako szef Mleczarni
- Anna Wing jako Vera
- Josephine Teale jako Laleczka
- Maddy Ford jako Laleczka
- Jamie Lewis jako Laleczka
- Rupert Procter jako dziennikarz
- Matthew Watkin jako dziennikarz
- Christopher Obi jako dziennikarz
- Nick Conroy jako Blade
- Gia Johnson jako Latynoska Piękność
- Bill Maloney jako Barry
- Nathan Nolan jako Amerykański reżyser
- Peter Serafinowicz jako Dave King
- Luther Dyer
- Lacey Bond jako mama Stana
- Luke Boyden jako Ofiarny chłopiec
- Hakeem Araba jako młody Rascal
- Eric Mason jako sprzedawca w zieleniaku
- Renu Setna jako Ravi
- Ram John Holder jako Jamajczyk
- Hama Marange jako Jamajczyk
- Donovan Simmonds jako Mały Piłkarz
- Alex Alexandrou jako Mały Piłkarz
- Kane Mason jako Mały Piłkarz
- Carlos Etienne jako Mały Piłkarz
- Nashon Esbrand jako Mały Piłkarz
- Ben Martin Byrne jako Mały Piłkarz
- Mark Pattison jako Ofiarny chłopiec
- Marcus Aserie jako Ofiarny chłopiec
- Stevie Nye jako młody Rascal